# Астарта Сирійська
«Астарта Сирійська» (англ. Astarte Syriaca) — картина британського художника Данте Габрієля Росетті, написана у 1877 році.
Художник почав писати картину у 1875 році. Натурницею для образу Астарти стала його кохана Джейн Морріс, дружина його друга Вільяма Морріса. Россетті почав писати ескіз до «Астарти Сирійської», але пізніше переробив його в образ Мнемозини — грецької богині пам'яті. У результаті «Мнемозина» стала самостійною картиною. Згодом колекціонер Кларенс Фрай, переглянувши ескізи Росетті, замовив у нього картину «Астарта Сирійська». Художник продовжив роботу над нею. «Астрарта Сирійська» від «Мнемозини» відрізняється положенням рук. Для постаті на задньому плані позувала Мей Морріс, дочка Джейн Морріс.
Картина була продана за 2100£ і стала найдорожчою роботою художника. Зараз зберігається у колекції Манчестерської художньої галереї.